# Karl Dönitz
Karl Dönitz (16. září 1891 Grünau, dnes součást Berlína – 24. prosince 1980 Aumühle u Hamburku) byl vrcholný vojenský představitel nacistického Německa, velkoadmirál, budovatel a vrchní velitel německého ponorkového loďstva (1939–1945), vrchní velitel německého válečného námořnictva (1943–1945) a krátce také poslední říšský prezident (po Hitlerově sebevraždě).
Byl hlavním stratégem německé ponorkové války, jeho koncepce neomezené ponorkové války přivedla Německo v roce 1942 blízko k vítězství nad Velkou Británií (viz Druhá bitva o Atlantik). V Norimberském procesu byl obžalován z válečných zločinů a zločinů proti míru, za něž byl odsouzen k 10 letům vězení. Rozsudek nad ním byl vnímán rozporuplně: zatímco někteří se domnívali, že měl být (tak jako několik jiných nacistických armádních velitelů) oběšen, řada námořních důstojníků z řad Spojenců vyjádřila nad rozsudkem znechucení, neboť podle nich byl Dönitz odsouzen za to, co běžně praktikovali i oni sami. Chester Nimitz prohlásil, že neomezenou ponorkovou válku vedly Spojené státy americké v Tichém oceánu od prvního dne, kdy vstoupily do války.
Dönitz byl historicky první hlavou státu odsouzenou mezinárodním tribunálem, a jedinou takovou až do roku 2012, kdy byl odsouzen prezident Libérie Charles Taylor.

## Po válce
Německý vůdce Adolf Hitler ve své závěti jmenoval Dönitze svým nástupcem ve funkci říšského prezidenta. Kancléřem se měl stát Joseph Goebbels. 30. dubna 1945 spáchal Hitler sebevraždu, o den později ho následoval Goebbels. Následkem toho se Dönitz stal nejvyšším představitelem hroutící se třetí říše. Nová vláda Lutze Schwerina von Krosigka (tzv. Flensburská vláda) poprvé zasedla 3. května ve Flensburgu-Mürwik. Existovala do 23. května, kdy byli její členové zatčeni. Dönitz uvažoval o uzavření separátního míru se západními Spojenci a s pokračováním boje proti Rudé armádě, tento plán byl však pro spojence nepřijatelný.
Po kapitulaci Německa v druhé světové válce se Dönitz stal válečným zajatcem. Byl souzen a odsouzen v Norimberském procesu k 10 letům vězení, které si odpykal ve vězení ve Spandau v Západním Berlíně. Poté byl 1. října 1956 propuštěn a odešel do malé vesnice Aumühle ve Šlesvicku-Holštýnsku v severní části tehdejšího Západního Německa. Tam v ústraní prožil zbytek života; jen výjimečně se sešel s americkými sběrateli německé námořní historie. Napsal dvě knihy pamětí. Jedna kniha s názvem Zehn Jahre, Zwanzig Tage („Deset let, dvacet dní“) popisuje jeho zážitky jako velitele lodi (10 let) a říšského prezidenta (23 dní). V knize popisoval nacistický režim jako produkt své doby a také tvrdil, že nebyl politik a popíral svou odpovědnost ze zločinů. Jeho druhá kniha Mein wechselvolles Leben se zabývá událostmi jeho života před rokem 1934. Tato druhá kniha byla poprvé vydána v roce 1968 a nové vydání vyšlo v roce 1998 s revidovaným titulem Mein soldatisches Leben.
Zemřel v 89 letech na infarkt myokardu na Štědrý den roku 1980. Jako poslední německý důstojník v hodnosti velkoadmirál byl poctěn mnoha bývalými vojáky a zahraničními námořními důstojníky, kteří se přišli poklonit jeho památce na pohřeb 6. ledna 1981. Byl pohřben na hřbitově ve Waldfriedhof Aumühle bez vojenských poct. Na pohřbu vojáci nesměli mít uniformy, tento příkaz platil hlavně pro příslušníky Britského královského námořnictva. Ale řada německých a zahraničních námořních důstojníků se vzepřela splnit tento rozkaz, mezi nimi byl reverend Dr. John Cameron, a také přes sto nositelů Rytířského kříže Železného kříže.

## Vyznamenání
- Železný kříž II. třídy, udělen 7. 11. 1914
- Železný kříž I. třídy, udělen 5. 5. 1916
- Kříž cti, udělen 30. 1. 1935
- Služební vyznamenání Wehrmachtu, za 25 let, uděleno 2. 10. 1936
- Železný kříž, Spona 1939 k Železnému kříži 1914 2. třídy, udělena 18. 9. 1939
- Železný kříž, Spona 1939 k Železnému kříži 1914 1. třídy, udělena 20. 12. 1939
- Sudetská pamětní medaile, udělena 20. 12. 1939
- Válečný ponorkový odznak[5], udělen 27.02.1940
- Rytířský kříž Železného kříže, udělen 21. 4. 1940
- Vojenský řád Savojska [6], komandér, udělen 9. 1. 1941 (Sardinské království)
- Rytířský kříž Železného kříže s dubovou ratolestí, 223. držitel, udělen 6. 4. 1943
- Medaile na památku návratu Memelu,[7]
- a mnoho dalších

## Dílo
- Zehn Jahre und zwanzig Tage. Erinnerungen 1935-1945
- Mein Leben soldatisches